# South Australian Open 1975
Il South Australian Open 1975 è stato un torneo di tennis giocato sull'erba. È stata la 3ª edizione del torneo, che fa parte dei Tornei di tennis maschili indipendenti nel 1975 e Tornei di tennis femminili indipendenti nel 1975. Si è giocato ad Adelaide in Australia, dall'1 al 7 dicembre 1975.

## Campionesse

### Singolare maschile
Syd Ball ha battuto in finale  John Lloyd con il punteggio di 6–4 7–5 6–3

### Doppio maschile
Informazione non disponibile

### Singolare femminile
Sue Barker ha battuto in finale  Helga Masthoff con il punteggio di 6–2, 6–1

### Doppio femminile
Sue Barker /  Michelle Tyler-Wilson hanno battuto in finale  Kym Ruddell /  Janet Young con il punteggio di 7–5, 6–3